# Parázsszemű pontylazac
A parázsszemű pontylazac (Hemigrammus ocellifer) a sugarasúszójú halak (Actinopterygii) osztályának pontylazacalakúak (Characiformes) rendjébe, ezen belül a pontylazacfélék (Characidae) családjába tartozó faj.

## Előfordulása
Guyana, Suriname, Francia Guyana folyóinak és az Amazonas vízgyűjtő területének lakója, legtöbbször a középső vízrétegekben úszik.

## Megjelenése
Testhossza 4-5 centiméter. Teste ezüstösszürke, a szeme fölött látható egy vörös folt (innen a neve). A farokúszó villás, a zsírúszó mögött egy apró arany színű folt van, a faroktőnél található sárga és fekete folt alapján a faj könnyen azonosítható. A gerincoszlop jól látható.

## Életmódja
Mindenevő, az apró vízi élőlényeket részesíti előnyben. Csapathal, kisebb rajban él.

## Szaporodása
Az ivarok megállapítása egyszerű, mivel a nőstények nagyobbak és testük nagyon duzzadt, különösen, amikor ikrázásra készülnek. A többi pontylazachoz hasonlóan kell szaporítani. A tenyésztendő párt estefelé egy 5-10 literes medencébe helyezzük 2-3 napra, ezalatt legtöbbször sikeresen leívnak. Az ívatómedencébe helyezzünk egy kisebb növényt, jávai mohát. Az ivadékok az első napokban keveset mozognak, nagyon apró eleséggel kell őket felnevelni.

## Tartása
Sötét háttér és dús növényzet előtt jól mutat. Békés természetű, más pontylazacokkal társítható. A 23-26 fokos víz az ideális a számára, a neonhalhoz hasonlóan nem kedveli a túl meleg vizet. Csapathalak, minél többen vannak, annál jobban érzik magukat, de ehhez elegendő helyre is szükségük van. Tartásához legalább 60 literes akvárium szükséges, ebben 6-8 hal tartására elegendő a hely. pH: 5-7 a vízkeménység: 4-12 Nk°